# Yutaro Shin
Yutaro Shin (新 裕太朗 Shin Yutaro?), född 11 mars 1990 i Saitama prefektur, är en japansk fotbollsspelare.
Shin började sin karriär 2012 i Fukushima United FC. 2015 flyttade han till Azul Claro Numazu. Efter Azul Claro Numazu spelade han för Sydney United 58 FC och Melbourne Knights FC.